# Resolutie 215 Veiligheidsraad Verenigde Naties
Resolutie 215 van de Veiligheidsraad van de Verenigde Naties werd op 5 november 1965 aangenomen door negen leden van de VN-Veiligheidsraad. Twee leden, Jordanië en de Sovjet-Unie, onthielden zich van de stemming. De Veiligheidsraad vroeg India en Pakistan opnieuw het staakt-het-vuren na te leven en zich terug te trekken.

## Achtergrond
De Veiligheidsraad had al meermaals een staakt-het-vuren geëist tussen India en Pakistan, die vochten om de regio Kasjmir. Hier kwam een akkoord over, desondanks werd dit staakt-het-vuren niet gerespecteerd.

## Inhoud
De Veiligheidsraad betreurde dat een staakt-het-vuren en terugtrekking van de troepen op zich lieten wachten. Resolutie 211 werd bevestigd. India en Pakistan werden verzocht zich aan paragraaf °1 van resolutie 211 te houden, alle militaire activiteit te stoppen en het staakt-het-vuren niet langer te schenden. Geëist werd dat India en Pakistan samen zouden zitten en met de Verenigde Naties een plan voor de terugtrekking op zouden stellen met een einddatum. Secretaris-generaal U Thant werd gevraagd om hierover binnen de drie weken te rapporteren, en om zo snel mogelijk een rapport over de uitvoering van deze resolutie in te dienen.
Lijst ·  200 ·  201 ·  202 ·  203 ·  204 ·  205 ·  206 ·  207 ·  208 ·  209 ·  210 ·  211 ·  212 ·  213 ·  214 ·  215 ·  216 ·  217 ·  218 ·  219